# Vejens kommun
Vejens kommun (danska: Vejen Kommune) är en kommun i Region Syddanmark i Jylland i Danmark. Administrativ huvudort är Vejen. Kommunen bildades 2007, efter sammanslagning av dåvarande Vejens kommun, Røddings kommun, Brørups kommun och Holsteds kommun.

## Socknar
| 1. Åstrups socken 2. Lindknuds socken 3. Bække socken 4. Veersts socken 5. Holsteds socken 6. Brørups socken 7. Læborgs socken 8. Gestens socken 9. Føvlings socken 10. Foldings socken 11. Malts socken 12. Askovs socken 13. Vejens socken 14. Andsts socken 15. Lintrups socken 16. Hjertings socken 17. Skrave socken 18. Skodborgs socken 19. Sønders Hygums socken 20. Røddings socken 21. Jels socken 22. Østers Lindets socken |